# رود آندوگا
رود آندوگا (انگلیسی: Andoga) یک رودخانه در استان ولوگدای کشور روسیه است.